# 岳池站
岳池站，位于中华人民共和国四川省广安市岳池县九龙镇土门铺村，是兰渝铁路广安支线上的火车站，于2014年8月8日启用营运，由成都局集团重庆北车务段管辖。

## 歷史
- 2014年8月8日通车启用。

## 車站周邊
- 北京师范大学广安才华附属学校
- 吴雪艺术中心
- 农家文化主题公园
- 红宫酒店

## 外部連結
- 中国铁路客户服务中心 （页面存档备份，存于）